# Deiride
Een deiride is een sensorische papil, die in het laterale kopgebied in de buurt van de zenuwring van een rondworm kan voorkomen en dient als een tastorgaan.

Lichaamsbouw van Torrestrongylus tetradorsalis.
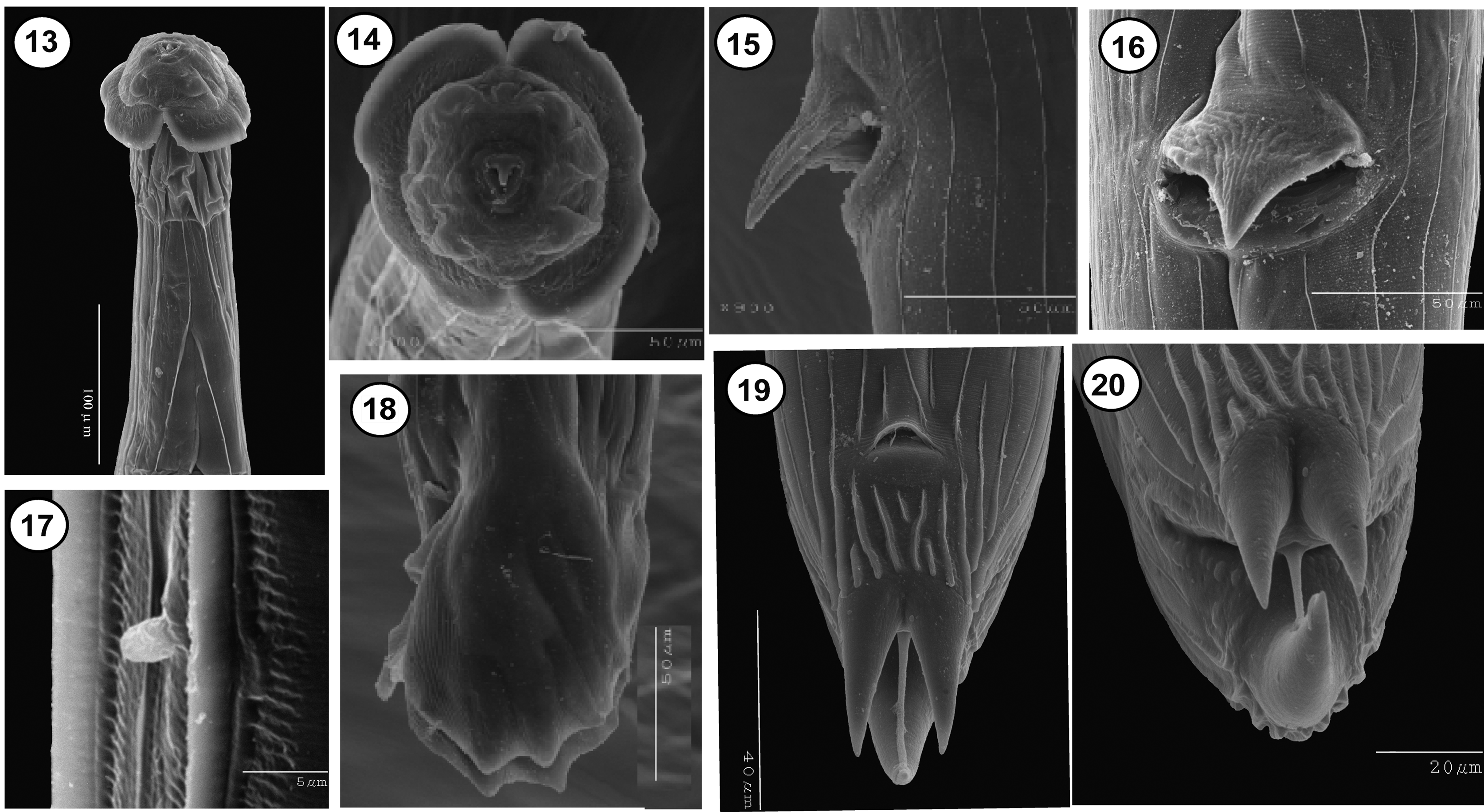
Lichaamsbouw van Torrestrongylus tetradorsalis. 17 met deiride.
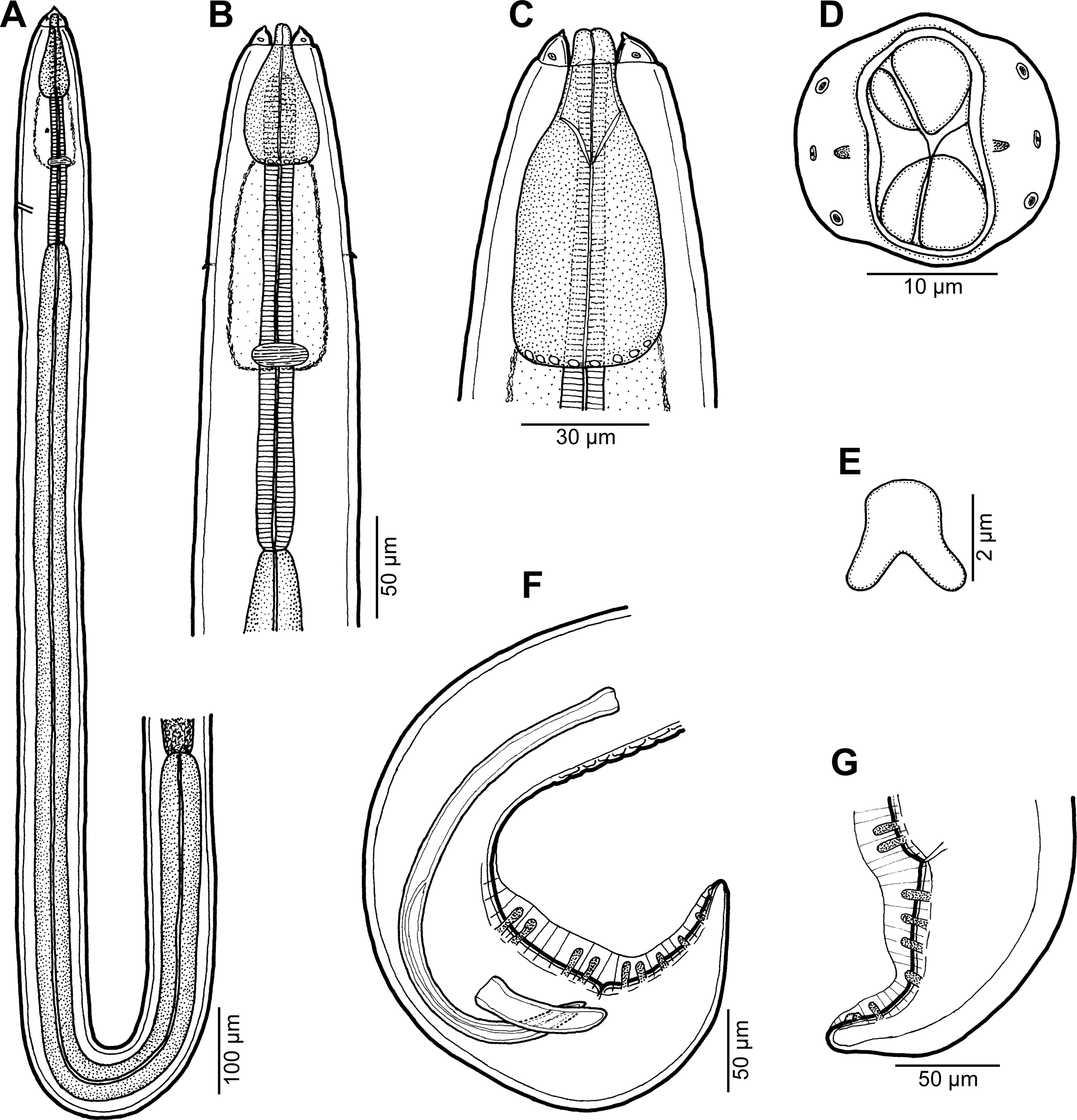
E = deiride van mannelijke Rasheedia novaecaledoniensis

- Torrestrongylus tetradorsalis Legenda: 1: Voorste uiteinde van mannetje, buikaanzicht, met de farynx en de relatieve posities van de zenuwring en deiriden in het laterale cervicale gebied; let op scheiding van cuticulaire projectie in voorste blaasje. 2: Voorste uiteinde van vrouwtje, zijaanzicht, dat de relatieve posities van de zenuwring, deiride en uitscheidingsporie toont; let op continue cuticulaire expansie in voorste blaasje.